# Kienesa w Odessie

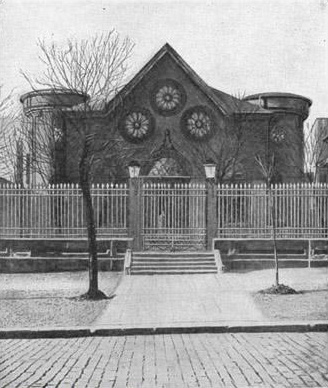
Widok kienesy

Kienesa w Odessie (ros. Одесская караимская кенаса) – dom modlitewny odeskich Karaimów znajdujący się dawniej przy ul. Troickiej 31. 
W 1914 funkcję starszego hazzana pełnił Iosif Mojsejewicz Kefeli, gabajem był Mark Kazas, a szamaszem Efraim Jakowlewicz Kefeli.
Kienesa została zlikwidowana przez władze komunistyczne 1927, a budynek rozebrany w latach 30.

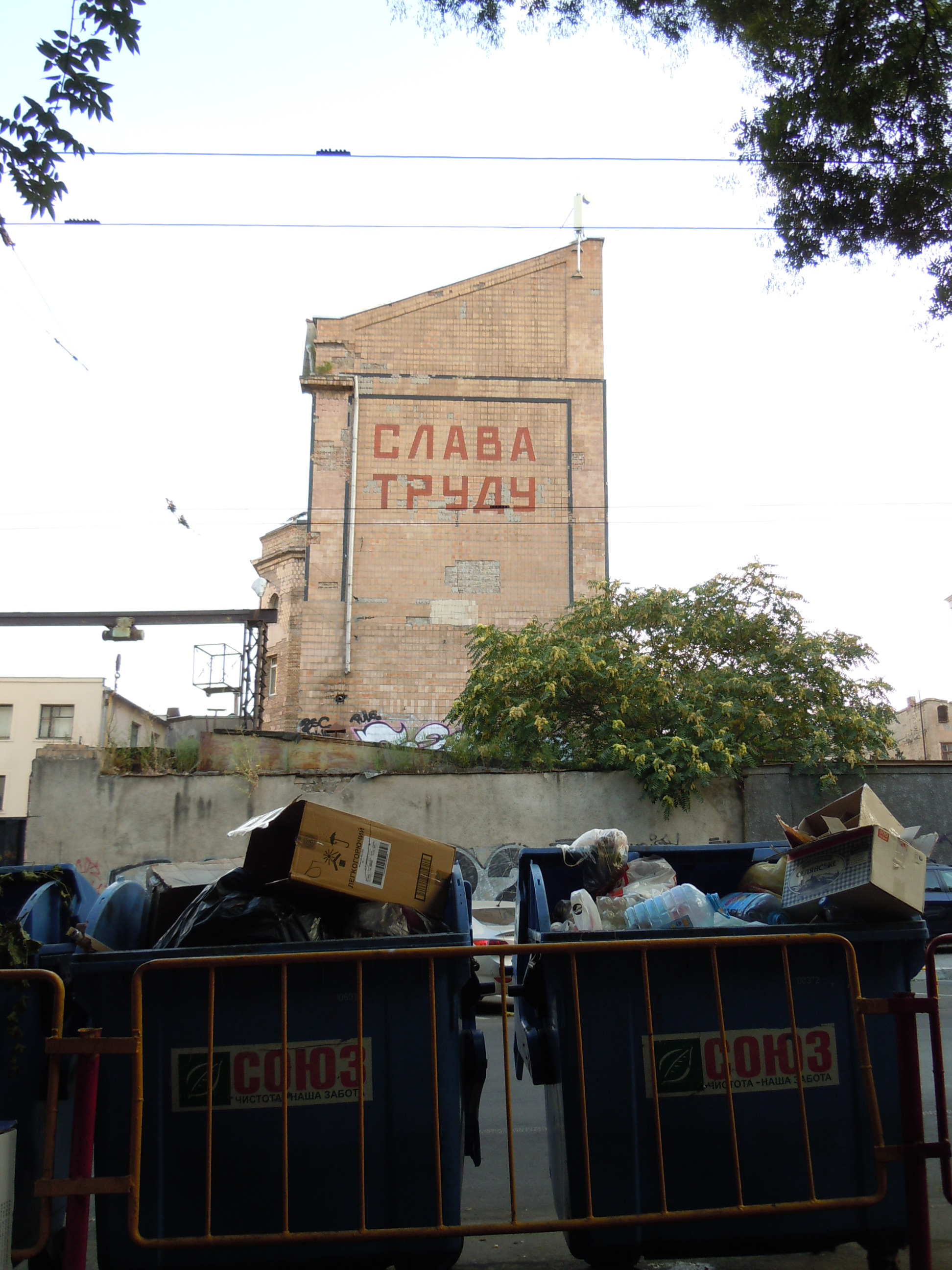
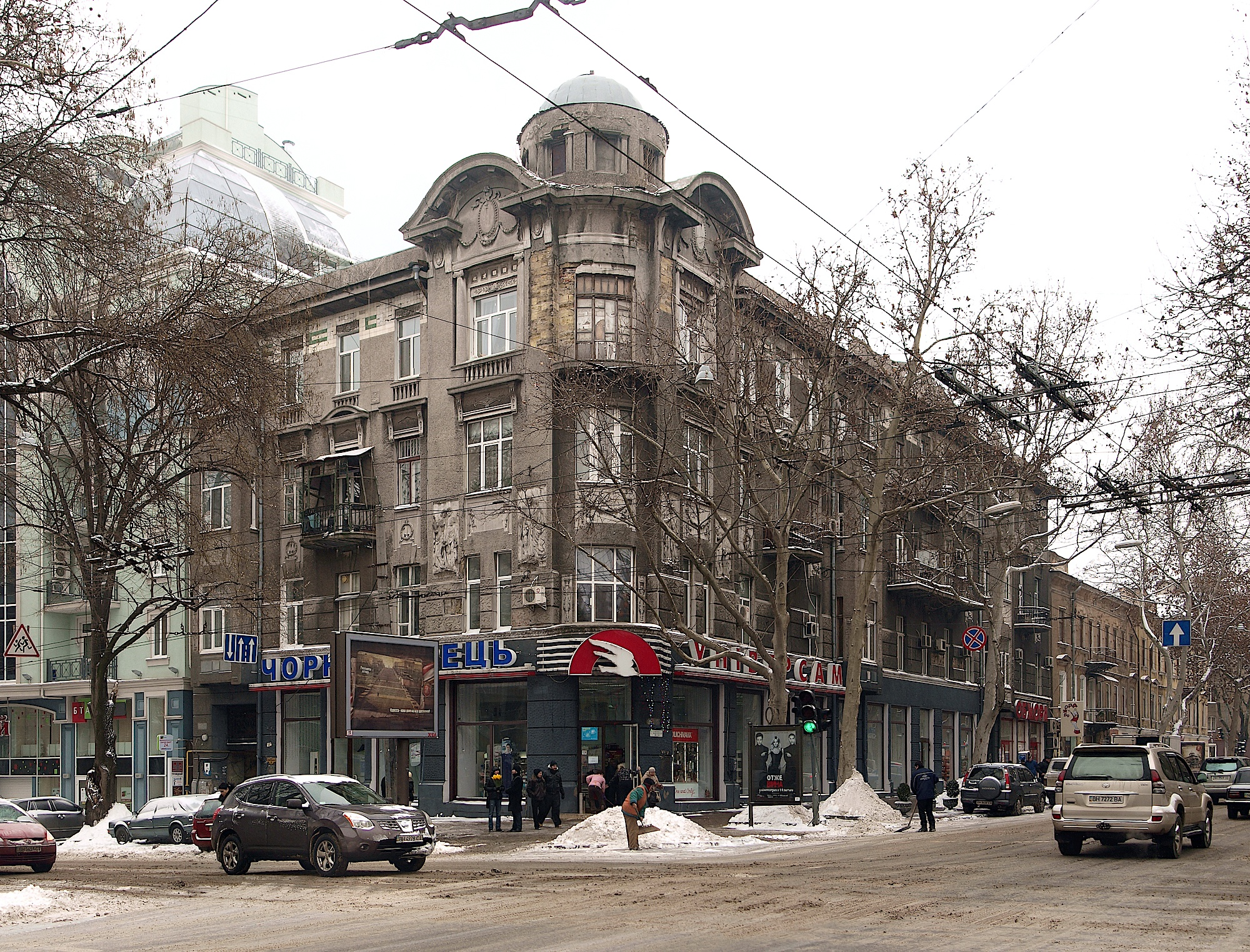
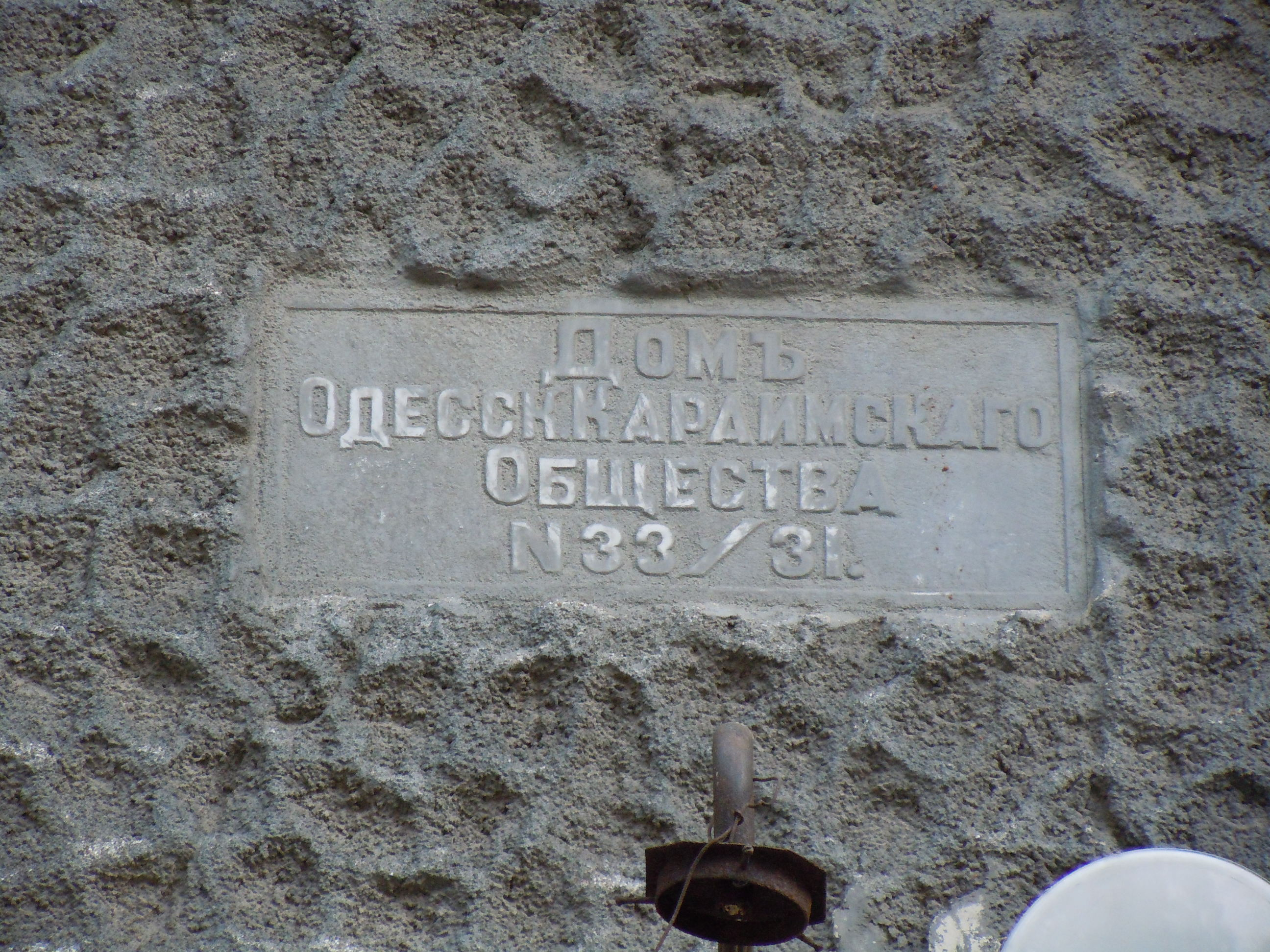
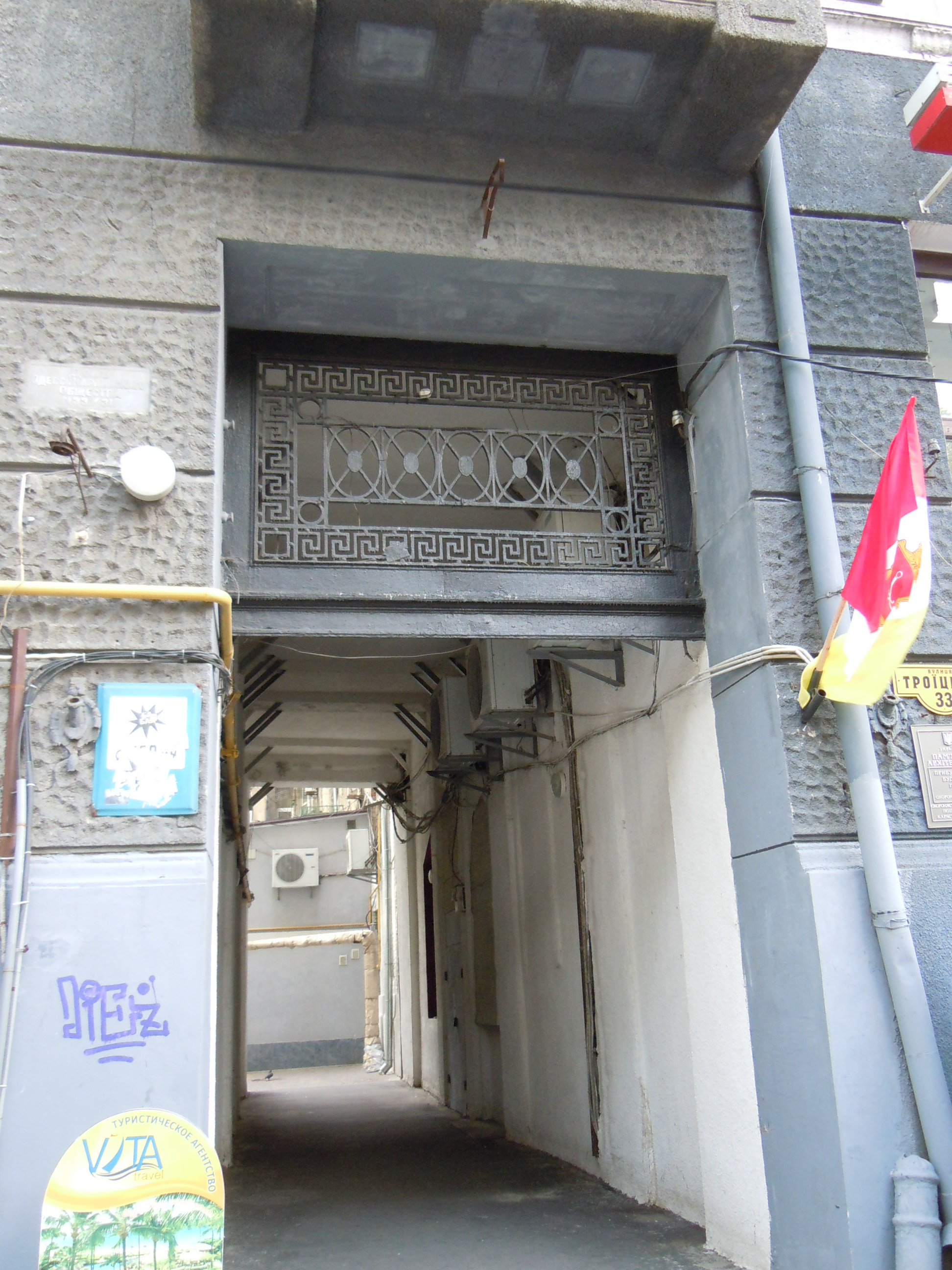